# Grabiel Lugo
Grabiel Lugo, född 19 september 1996, är en venezuelansk fäktare som tävlar i värja.

## Karriär
Vid världsmästerskapen i fäktning 2023 i Milano tog Lugo brons tillsammans med Francisco Limardo, Jesús Limardo och Rubén Limardo i lagtävlingen i värja.